# Archivel
Archivel és una pedania murciana integrada administrativament en el municipi de Caravaca de la Cruz i situada entre les pedanies de Barranda i moratallera de Campo de San Juan.
Segons el cens de 2005 compte en l'actualitat amb 1.207 habitants (581 dones i 626 homes), encara que hi ha previsió de construir vuit mil habitatges en la zona del Roblecillo.
Durant l'any 2002 es van recollir multitud de signatures per a aconseguir un ajuntament propi per al poble que actualment depèn de Caravaca de la Cruz. Donat el seu volum de població, el seu creixement urbanístic i els impostos que es recapten en concepte d'escombraries, IBI, etc., un ajuntament propi podria mantenir-se i permetria gestionar els propis recursos del poble, que a més oferix grans atractius turístics, no només a nivell de turisme rural sinó per les seves troballes arqueològiques, que podrien potenciar-se des del mateix poble sense haver de ser desviats o oblidats per ser una pedanía de Caravaca de la Cruz.
La història d'Archivel aporta un ric patrimoni arqueològic a la Comunitat Murciana. La qualitat i fertilitat de les seves terres, juntament amb la presència de riques deus d'aigua, van fer d'Archivel un lloc privilegiat per a l'assentament.
En els vessants del Turó de la Font han aparegut vestigis d'un poblament de l'Edat del Coure amb continuïtat en un assentament argáric del Segon mil·lenni a. C. En l'actualitat es conserva en perfecte estat el traçat del recinte emmurallat el qual, elaborat a força de carreu irregular, prop la part alta del turó.
La presència musulmana en la zona resulta escassa, gairebé nul·la, i seria després de dos segles de despoblació quan en el XV es va iniciar una repoblació en el territori archivelero que va definir la seva actual configuració.
La vila d'Archivel sempre va estar vinculada al consell de Caravaca de la Cruz encara que en el segle xix durant un període de tretze anys, va tenir ajuntament propi.